# Cheshire (queso)
El Cheshire es un queso denso y quebradizo producido en el condado inglés de Cheshire y otros cuatro condados vecinos, dos en Gales (Denbighshire y Flintshire) y dos en Inglaterra (Shropshire y Staffordshire).

## Historia
El Cheshire es uno de los quesos ingleses con registros históricos más antiguos, al que se alude en el Domesday. No es una sorpresa que incluso en la actualidad el condado sea una de las principales regiones lácteas de Inglaterra y tenga una larga historia como productor de sal.
El Cheshire fue el queso más popular del mercado a finales del siglo XVIII. En 1758 la Marina Real Británica ordenó que los barcos fueran aprovisionados con quesos Cheshire y Gloucester. Para 1823 la producción de Cheshire se estimaba en 10 000 toneladas anuales.
Hasta finales del siglo XIX las diferentes variedades de Cheshire se curaban hasta obtener una dureza suficiente para resistir los rigores del transporte (a caballo y carro, y luego por barco) hasta Londres para su venta. Los quesos más jóvenes, frescos y quebradizos que tenían un periodo de conservación menor —parecido al actual— empezaron a ganar popularidad hacia finales del siglo XIX, especialmente en las zonas industriales del norte y los Midlands.
Las ventas de queso Cheshire alcanzaron su cima (unas 40 000 toneladas) en 1960, declinando desde entonces cuando la gama de quesos disponible en el Reino Unido creció considerablemente. El Cheshire sigue siendo el queso quebradizo más vendido del Reino Unido, con unas ventas estimadas en 6500 toneladas anuales.
El condado sigue siendo un importante centro queso y organiza el Nantwich International Cheese Show.

## Características
El Cheshire es denso y semiduro, viniendo definido por su textura húmeda y quebradiza y su sabor suave y salado. Las versiones industriales tienden a ser más secas y menos quebradizas, como un Cheddar suave, ya que esto facilita la elaboración del queso.
El Cheshire viene en tres variedades: rojo, blanco y azul. La versión original blanca supone el grueso de la producción. El Cheshire rojo, coloreado con anato a un tono naranja oscuro, fue desarrollado en las colinas del norte de Gales y vendido a los viajeros de camino a Holyhead. Este negocio tuvo tanto éxito que los viajeros llegaron a creer que todo el Cheshire era naranja, y los productores de su condado de origen se vieron obligados a teñir su queso para satisfacer las expectativas del mercado.
El Cheshire azul tiene vetas azules como el Stilton y el Shropshire, pero es menos cremoso que el primero y no está teñido de naranja como el segundo. Tiene una larga historia, pero su producción se abandonó a finales de los años 1980. Recientemente ha sido revivido por Joseph Heler. y la familia Bourne de Malpas.
La familia de quesos Cheshire es un grupo distintivo que incluye otros quesos quebradizos del norte de Inglaterra, como el Wensleydale y el Lancashire.